# خورخي ألفاريز
خورخي ألفاريز هو مجدف كوبي، ولد في 5 أبريل 1959.

## وصلات خارجية
- خورخي ألفاريز على موقع الاتحاد الدولي للتجديف (الإنجليزية)
- خورخي ألفاريز على موقع اللجنة الأولمبية الدولية (الإنجليزية)
- خورخي ألفاريز على موقع أوليمبيديا (الإنجليزية)